# Cantón de Bayon
El cantón de Bayon era una división administrativa francesa, que estaba situada en el departamento de Meurthe y Mosela y la región de Lorena.

## Composición
El cantón estaba formado por veintisiete comunas:
- Barbonville
- Bayon
- Blainville-sur-l'Eau
- Borville
- Brémoncourt
- Charmois
- Clayeures
- Damelevières
- Domptail-en-l'Air
- Einvaux
- Froville
- Haigneville
- Haussonville
- Landécourt
- Lorey
- Loromontzey
- Méhoncourt
- Romain
- Rozelieures
- Saint-Boingt
- Saint-Germain
- Saint-Mard
- Saint-Rémy-aux-Bois
- Velle-sur-Moselle
- Vigneulles
- Villacourt
- Virecourt

## Supresión del cantón de Bayon
En aplicación del Decreto n.º 2014-261 de 26 de febrero de 2014, el cantón de Bayon fue suprimido el 22 de marzo de 2015 y sus 27 comunas pasaron a formar parte del nuevo cantón de Lunéville-2.